# HMCS CC-1
HMCS CC-1 — подводная лодка типа CC Королевского флота Канады. Приобретена Британской Колумбией в начале Первой мировой войны. Корабль изначально строился для Чили под названием «Iquique», однако заказчик, не удовлетворённый техническими характеристиками, отказался от субмарины, и владельцы верфи продали лодку Канаде. Лодка была введена в строй в 1914 году под названием CC-1 и оставалась в строю в течение всей войны. По окончании войны подводная лодка была выведена в резерв и в 1920 году списана.

## Разработка и описание
В отличие от однотипной лодки CC-2, СС-1 была построена по проекту 19Е. Расположение торпедных аппаратов внутри лодок привело к изменению формы корпуса. CC-1 был вооружен пятью 457-мм торпедными аппаратами, четыре в носу и один в корме. Использовались торпеды калибра 457 мм Whitehead Mk IV с дальностью стрельбы до 900 м и скоростью 25 уз. Единственным канадским кораблём, вооружённым этими торпедами был HMCS Niobe, что вызывало трудности с поставкой боеприпасов.
Водоизмещение CC-1 составляло 318 т, длина 44 м, ширина 4,6 м, осадка 3,4 м. Лодка могла погружаться на 60 м. В отличие от подводных лодок того времени, цистерны главного балласта и дифферента располагались внутри корпуса. Лодка оснащалась 6-цилиндровым дизельным двигателем MAN, построенным в США по лицензии. Запас дизельного топлива составлял 20 275 л. Надводная скорость достигала 13 уз, проектная подводная — 10 уз, однако на ходовых испытаниях в ноябре 1917 г. CC-1 развила 15 уз. Экипаж состоял из 2 офицеров и 16 матросов.

## Постройка и приобретение
Лодка спущена на воду 3 марта 1913 года в компанией Seattle Construction and Drydock в Сиэтле, штат Вашингтон под названием «Икике» ВМС Чили. Поскольку сделка сорвалась, в 1914 году, всего за девять дней до объявления войны, «Икике» вместе с однотипной лодкой «Антофагаста» (в дальнейшем CC-2) была предложена премьер-министру Британской Колумбии сэру Ричарду Макбрайду. 4 августа 1914 года, в день, когда Великобритания объявила войну Германии, лодка ночью для сохранения секретности от правительств Чили, Германии и США отплыла для передачи властям Британской Колумбии недалеко от Виктории. Правительство Доминиона Канады позже ратифицировало сделку по продаже, хотя было инициировано парламентское расследование стоимости лодок. 6 августа 1914 года подводная лодка поступила на вооружение Королевского военно-морского флота Канады под обозначением CC-1.

## Служба в ВМС Канады
Подводная лодка была направлена на западное побережье в порт приписки Эскуаймолт (западный пригород Виктории) и в течение трех лет проводила учебные операции и патрулирование. Вместе с HMCS Rainbow, CC-1 и CC-2 между 1914 и 1917 годами были единственными канадскими кораблями, защищавшими западное побережье Канады. Оборону Британской Колумбии Британия поручила Североамериканской оперативной группе Императорского флота Японии.
В 1917 году лодку вместе с CC-2 и базой подводных лодок HMCS «Shearwater» перебросили на восточное побережье. Это был первый случай, когда канадские или британские военные корабли прошли через Панамский канал. В Галифаксе, Новая Шотландия, лодка проходила подготовки к отправке в Европу. Однако из-за технических неисправностей трансатлантический переход был сочтён опасным, и CC-1 была задержан в Галифаксе для береговой обороны. Во время ремонта подводная лодка невредимой пережила катастрофический взрыв, получивший название «взрыв в Галифаксе». В дальнейшем лодка использовалась для противолодочной подготовки экипажей надводных кораблей. Вместе с однотипной лодкой CC-2 она закончила войну как учебный корабль, больше не участвуя в патрулировании.
После войны Королевский флот передал Канаде подводные лодки H14 и H15 типа H. Поскольку Королевский канадский флот был не в состоянии эксплуатировать одновременно два типа лодок, поэтому было принято решение перевести лодки типа CC в резерв. В 1920 году лодки типа СС и Niobe были выставлены на продажу для разделки на металл и в 1925 году все три корабля были утилизированы.